# Coupe de la Ligue anglaise de football 1960-1961
Navigation
Édition suivante
La Coupe de la Ligue anglaise de football 1960-1961 est la première édition de la Coupe de la Ligue anglaise de football, elle regroupe les 92 meilleurs clubs d'Angleterre.
La compétition est remportée par Aston Villa, qui bat Rotherham United en finale par 3 buts à 2 en score cumulé. Le match aller a été remporté par Rotherham 2 à 0, à domicile Aston Villa a refait son retard, puis marqué le but victorieux pendant la prolongation.

## Format
Les 20 clubs de la Premier League et les 72 clubs de la Football League participent à la compétition.
Jusqu'aux quarts de finale les rencontres se disputent sur un seul match. En cas d'égalité après le temps règlementaire, une prolongation de deux fois 15 minutes est jouée. S'il n'y a pas de vainqueur au bout de la prolongation, le match est rejoué chez le club visiteur. A partir des demi-finales, les matchs sont joués en aller et retour, en cas d'égalité au score cumulé un troisième match est joué.
Les clubs ne participants pas à la compétition :
- Arsenal FC
- Sheffield Wednesday le club est engagé en Coupe des villes de foires 1961-1962
- Tottenham Hotspur le club est engagé en Coupe des clubs champions européens 1961-1962
- West Bromwich Albion
- Wolverhampton Wanderers

## Calendrier
| Tour           | Date principale             |
| -------------- | --------------------------- |
| premier tour   | 10 octobre 1960             |
| deuxième tour  | 24 octobre 1960             |
| troisième tour | 16 novembre 1960            |
| quatrième tour | 14 décembre 1960            |
| cinquième tour | février 1961                |
| demi-finales   | 10 avril 1961               |
| finales        | 22 août et 5 septembre 1961 |

## Demi-finales
| Équipe 1         | Résultat | Équipe 2        | Aller | Retour |       |
| ---------------- | -------- | --------------- | ----- | ------ | ----- |
| Burnley FC       | 4 - 5    | Aston Villa     | 1 - 1 | 2 - 2  | 1 - 2 |
| Rotherham United | 4 - 3    | Shrewsbury Town | 3 - 2 | 1 - 1  |       |

- Le troisième match entre Aston Villa et Burnley se déroule à Old Trafford à Manchester.

## Finales
La première finale se déroule le 22 août 1961 à Millmoor à Rotherham, le match retour le 5 septembre 1961 à Villa Park à Birmingham.
| Équipe 1         | Résultat | Équipe 2    | Aller | Retour |
| ---------------- | -------- | ----------- | ----- | ------ |
| Rotherham United | 2 - 3    | Aston Villa | 2 - 0 | 0 - 3  |